# Mondúver
El Mondúver (también conocido en valenciano como Mondúber, Montdúver o Montdúber) es un macizo montañoso situado en el sureste de la comarca de Safor perteneciente a la provincia de Valencia, de la Comunidad Valenciana en  España. Su cima tiene 841 metros de altura y se encuentra entre los términos municipales de Jeresa, Gandía y Jaraco

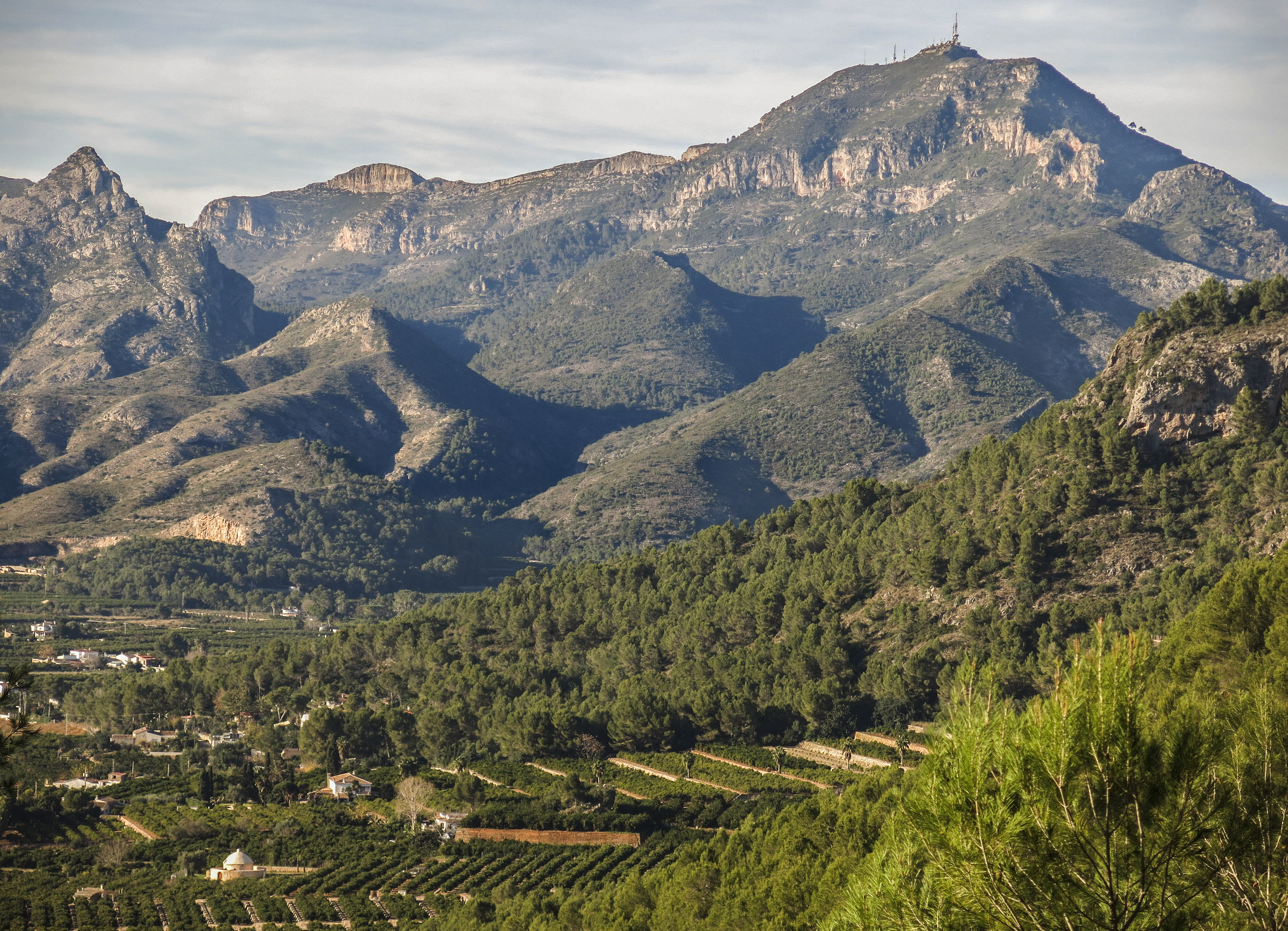
El Mondúver, la Sierra Falconera i el Morabet

## La sierra del Mondúver
Se trata de un macizo cretácico donde destacan las potentes formas kársticas como los poljés de la Drova o de Bárig o la cueva del Parpalló. También presenta gran cantidad de dolinas y profundas simas por donde se filtran las aguas que después brotarán en forma de surgencias a los pies del Mondúber, como la Fuente de Simat, donde nace el río Jaraco o río Vaca.

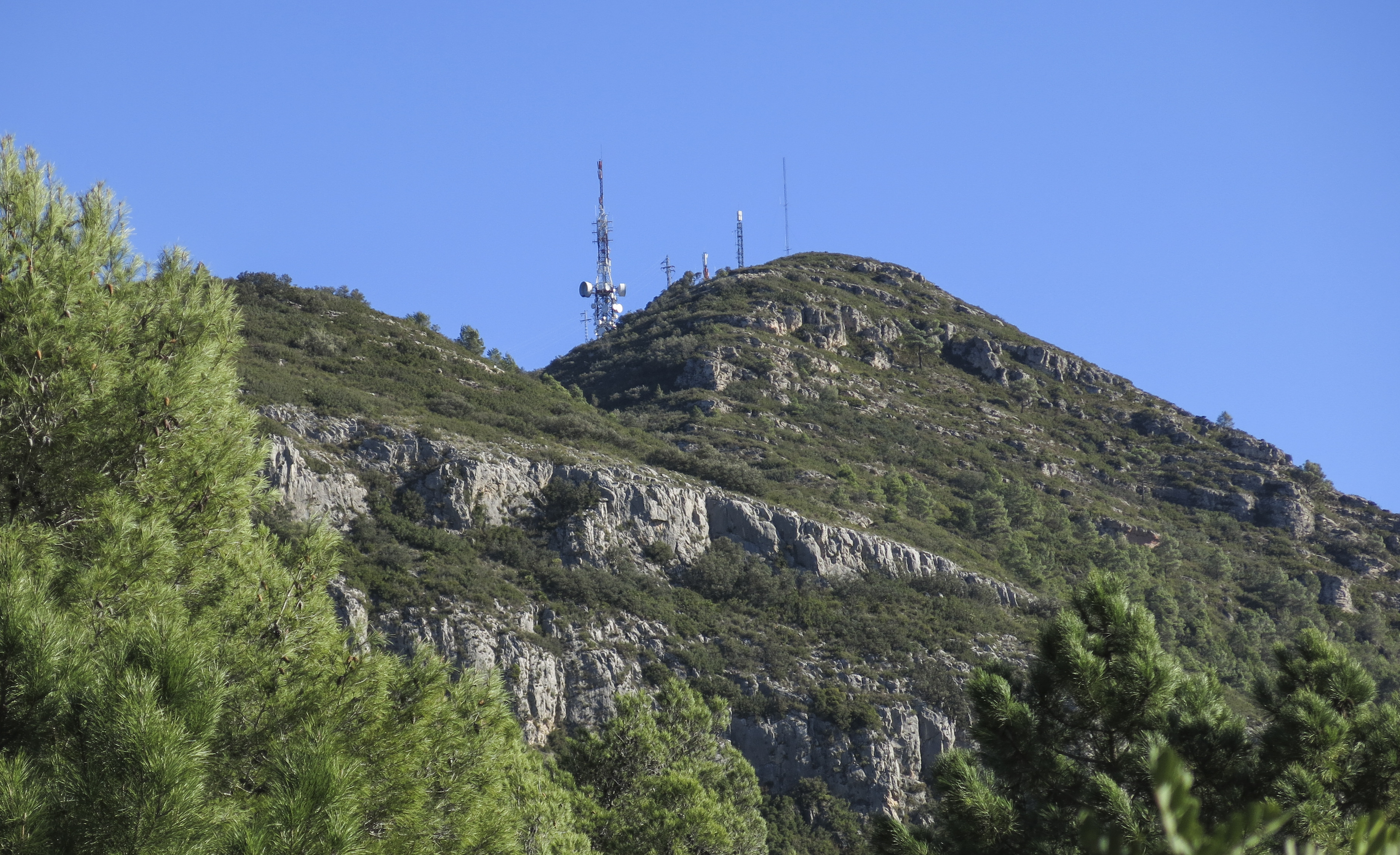
Cima del Mondúver desde la Drova

## La cima del Mondúver

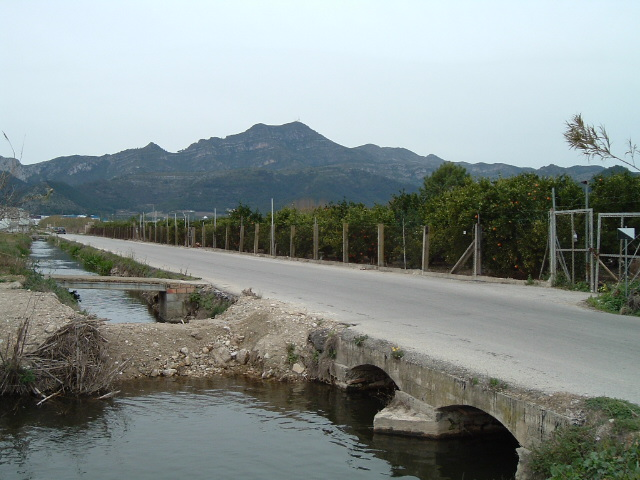
Vista desde el Camí Xeresa-Ahuir. Se ve la acción humana de aterrizaje de marjal. De delante el macizo del Montdúver.

Su cima pertenece al término municipal de Jeresa, así como gran parte de la montaña, que también incluye a los términos municipales de Gandía, Bárig y Jaraco. Se puede subir a su cumbre mediante un camino asfaltado que parte del lugar conocido como La Drova. Desde arriba se extienden las magníficas playas mediterráneas de Jaraco, la playa de Gandía y el Grao de Gandía, y es posible disfrutar de unas vistas magníficas de todo el golfo de Valencia, que incluyen el cabo de San Antonio, la ciudad de Valencia y, si el día presenta una buena visibilidad, la isla de Ibiza.
En su cima se encuentra un centro emisor de radio y televisión que da cobertura a las comarcas de Safor, Marina Alta, La Costera, Ribera Alta y Ribera Baja.

## Ocupación humana
El Mondúver y sus alrededores cuentan con múltiples vestigios relativos a su ocupación humana desde los más remotos tiempos. Abundaban ya entonces los manantiales y la gran altura del Mondúver con respecto a la costa mediterránea facilitaba la defensa de los antiguos poblados. En la Cueva del Parpalló se halla uno de los principales escenarios de la prehistoria valenciana. Consiste en una gran caverna, situada en la ladera sur de la montaña, a la que se accede por una boca de entrada de unos cuatro metros de ancho y diez de altura. Fue excavada entre 1929 y 1931 y está considerada como uno de los más importantes yacimientos prehistóricos correspondientes al Paleolítico español.
Allí se apostó en enero de 1097 un ejército almorávide al mando de Muhammad ibn Tasufin para hostigar al príncipe de Valencia Rodrigo Díaz el Campeador y al rey de Aragón Pedro I, propiciando la batalla de Bairén en la que las fuerzas cristianas derrotaron a las almorávides.
El monte sufrió un importante incendio durante la primavera de 2006 y actualmente se encuentra en proceso de reforestación.
El Mondúver se encuentra enclavado dentro del itinerario de la Ruta de los Monasterios de Valencia, ruta monumental inaugurada en 2008, que atraviesa esta montaña.